# Hospitales-Ringo Bonavena (subte de Buenos Aires)
Hospitales - Ringo Bonavena es una estación de la línea H del Subte de Buenos Aires. Está ubicada debajo de la avenida Almafuente, entre las calles Uspallata y Pedro Chutro, en el barrio porteño de Parque Patricios. Será la terminal provisoria de la línea hasta que se inaugure la estación Sáenz. Su nombre se debe a la cercanía con los hospitales Penna y Churruca.
Cuenta con tipología subterránea con dos andenes laterales y dos vías. Posee un vestíbulo superior que conecta las plataformas con los accesos en la calle mediante escaleras, escaleras mecánicas y ascensores; además posee indicaciones en braille en gran parte de sus instalaciones como así también baños adaptados.

## Historia
Su inauguración fue postergada repetidas veces, al principio de su construcción por inconvenientes con las napas freáticas se postergo más de dos años. Posteriormente y ya finalizada su construcción, debido a varios conflictos políticos entre el gobierno local y nacional, como así también por falta de material rodante.
Finalmente el 27 de mayo de 2013 la estación abrió sus puertas al público durante la tarde.
En noviembre del 2022 se agregó como extensión del nombre Ringo Bonavena en honor al famoso boxeador fallecido.

## Decoración
Posee obras en homenaje al tanguero Ángel Villoldo y a Tita Merello, de los autores Martín Ron y Leandro Frizzero, como parte del paseo cultural del tango.

## Hitos urbanos
Se encuentran en las cercanías de esta:
- Hospital Penna
- Complejo hospitalario Churruca-Visca de la Policía Federal Argentina
- Parque de los Patricios
  - La Calesita de Parque Patricios
- Plazas José Evaristo Uriburu, José C. Paz, Nicaragua y Dr. Genaro Giacobini
- Comisaría N°34 de la Policía Federal Argentina
- Centro de Formación Profesional N.º 19 Cáritas
- Escuela Primaria Común N.º 14 Provincia de San Luis
- Escuela Primaria Común N.º 19 Provincia de Formosa
- Escuela Primaria Común N° 2 Patricios
- Instituto Universitario de la Policía Federal Argentina

## Imágenes

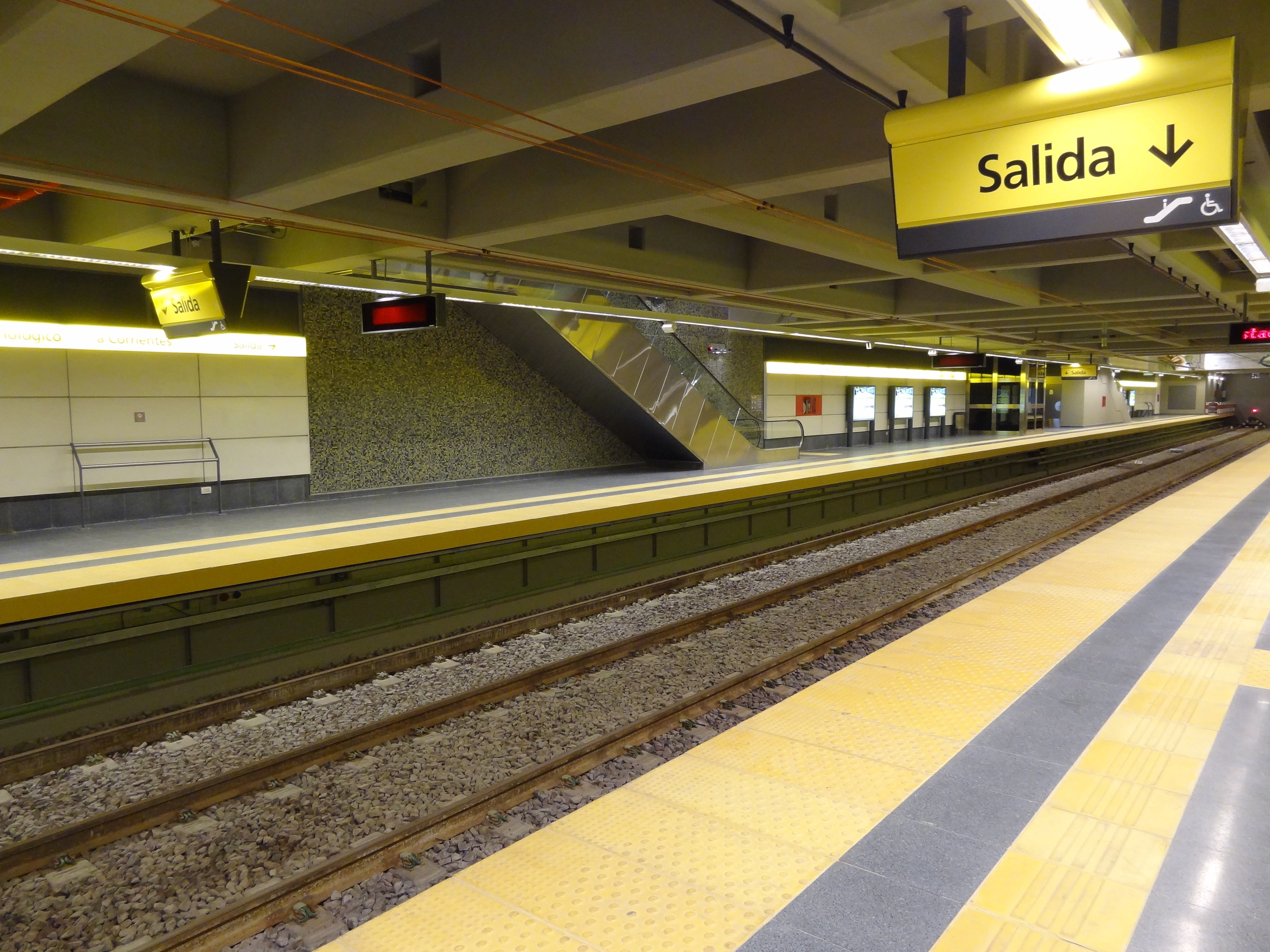
Plataforma Oeste (mirando al sur).
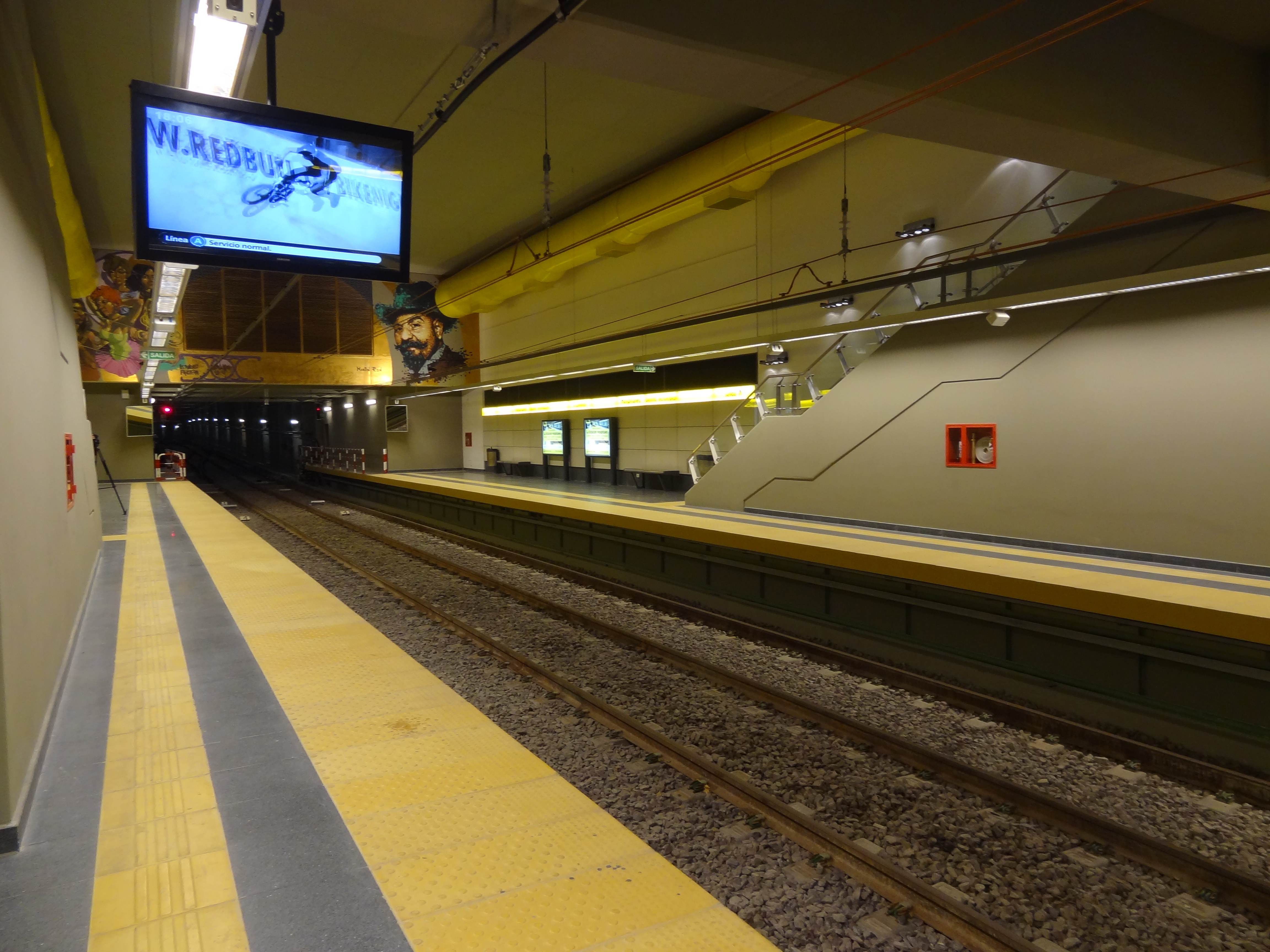
Plataforma Oeste (mirando al norte).
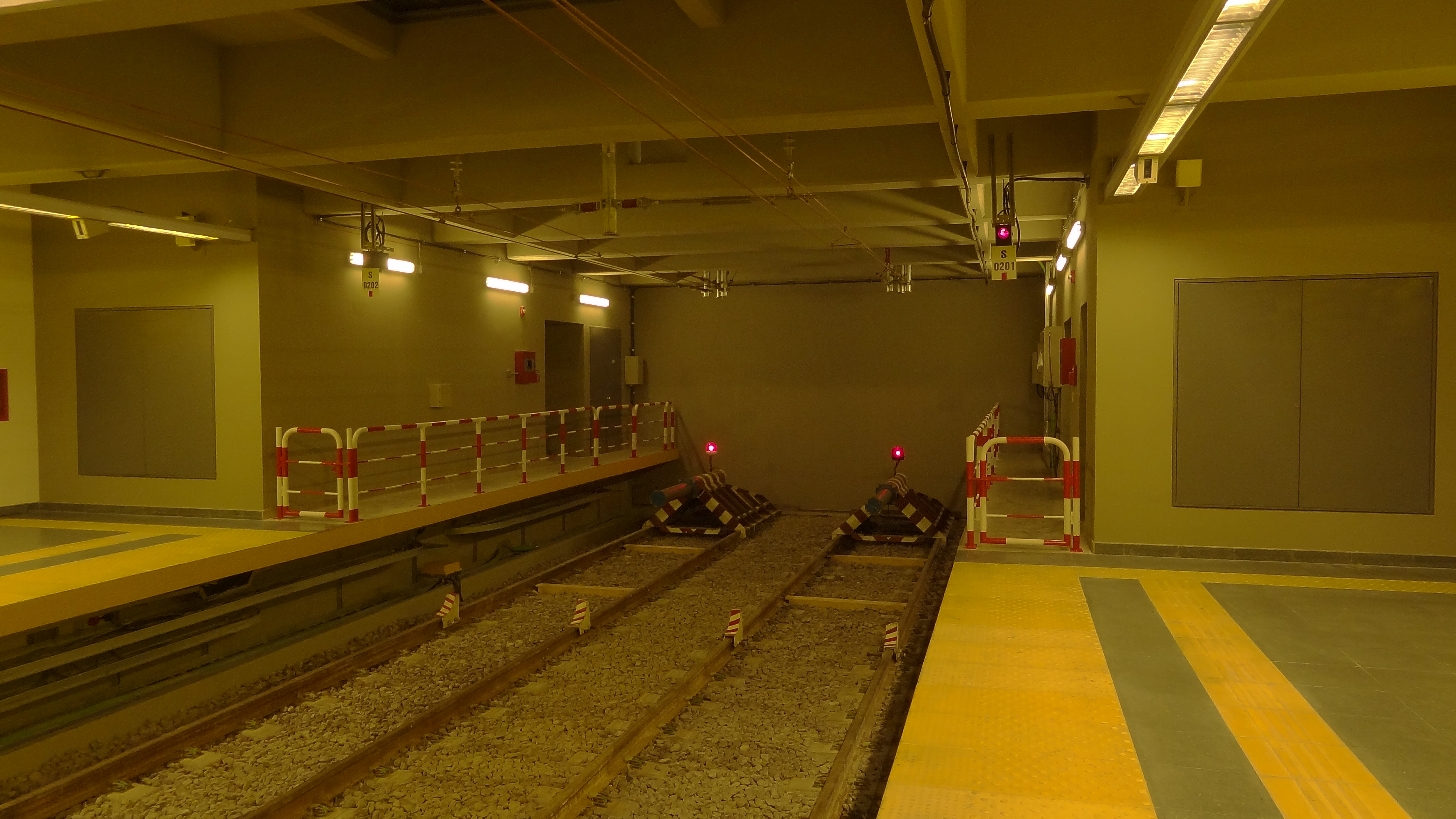
Fin del túnel y estación hacia el sur.
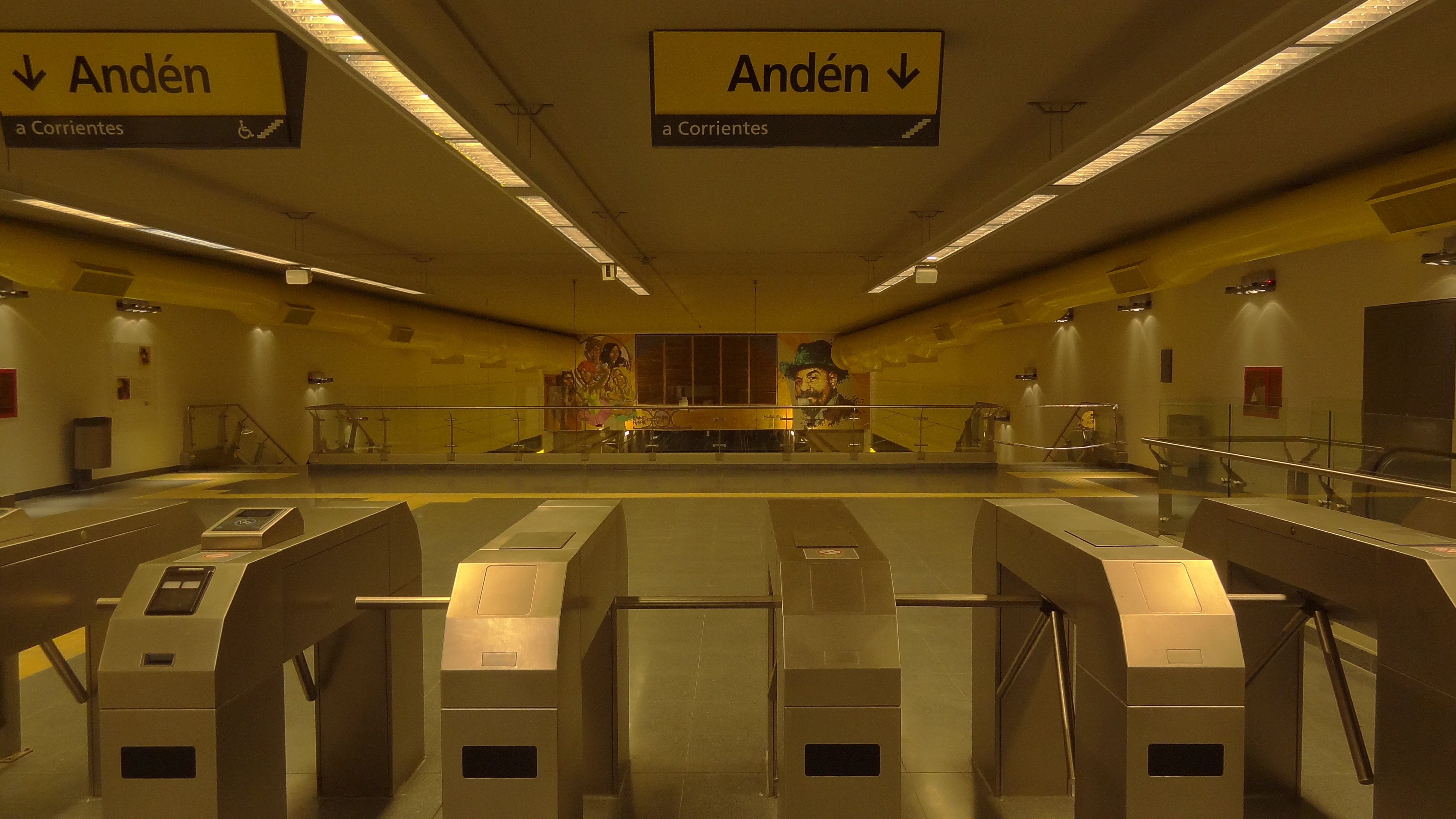
Acceso norte a andenes
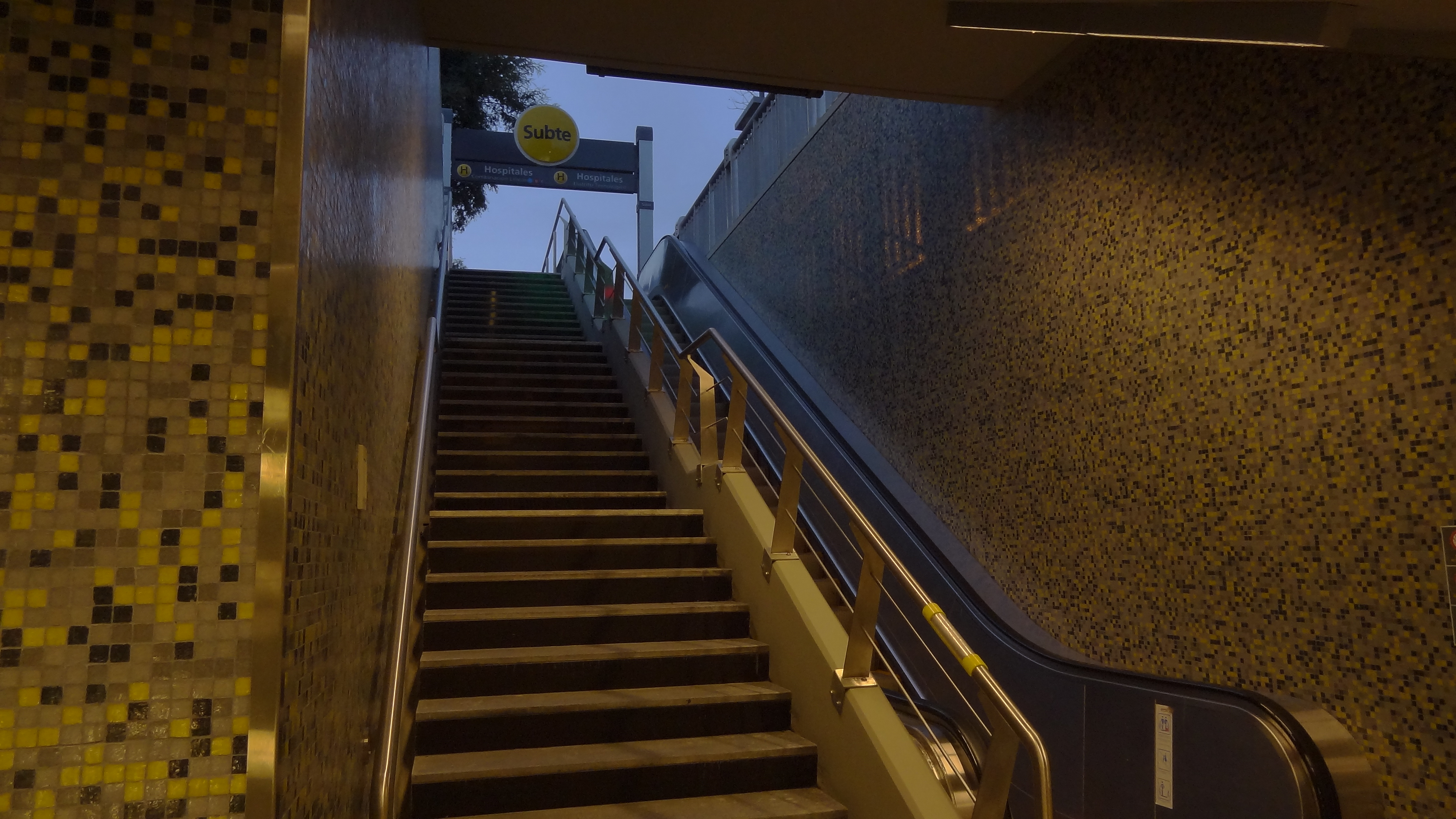
Entrada norte
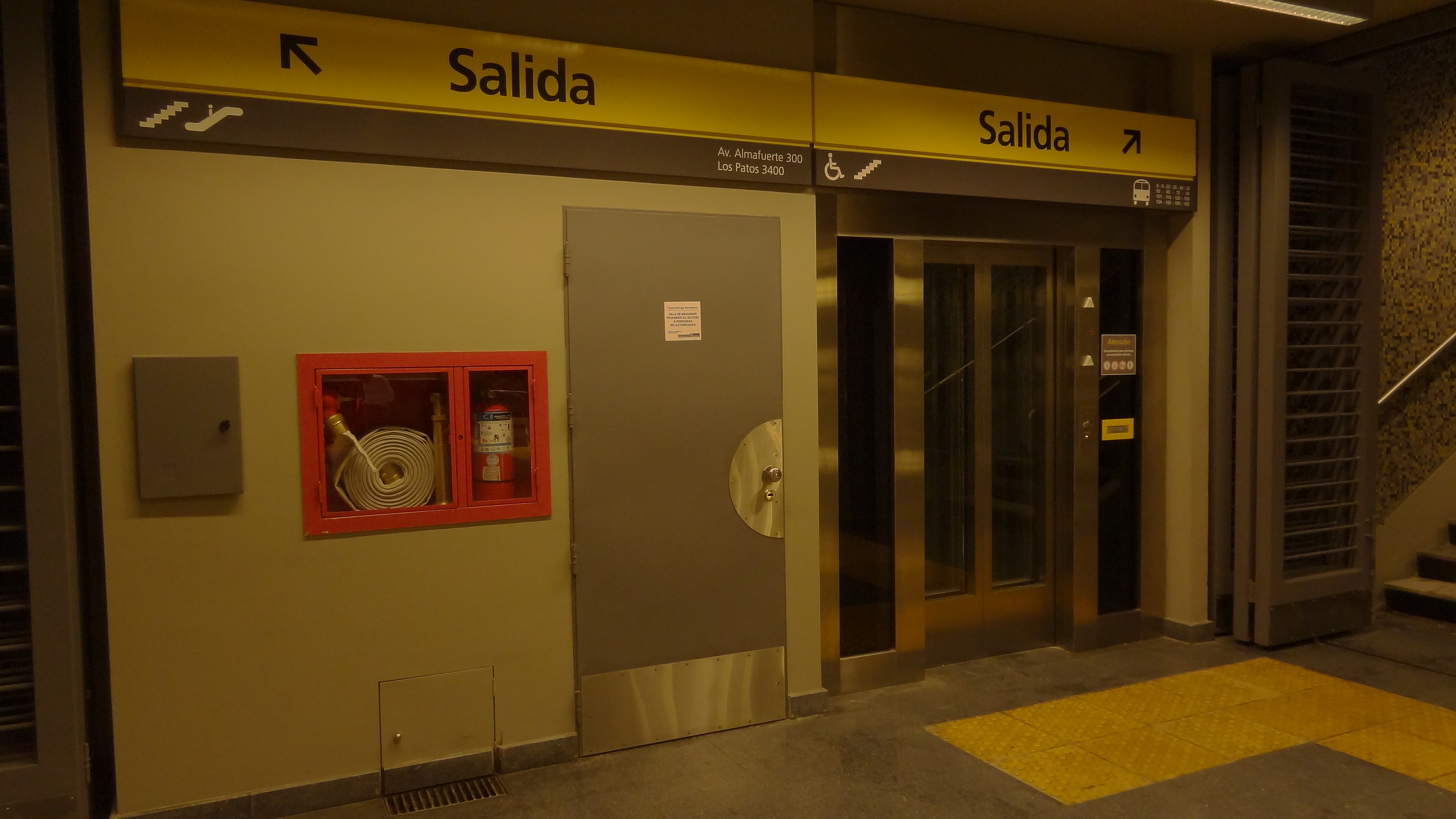
Ascensor
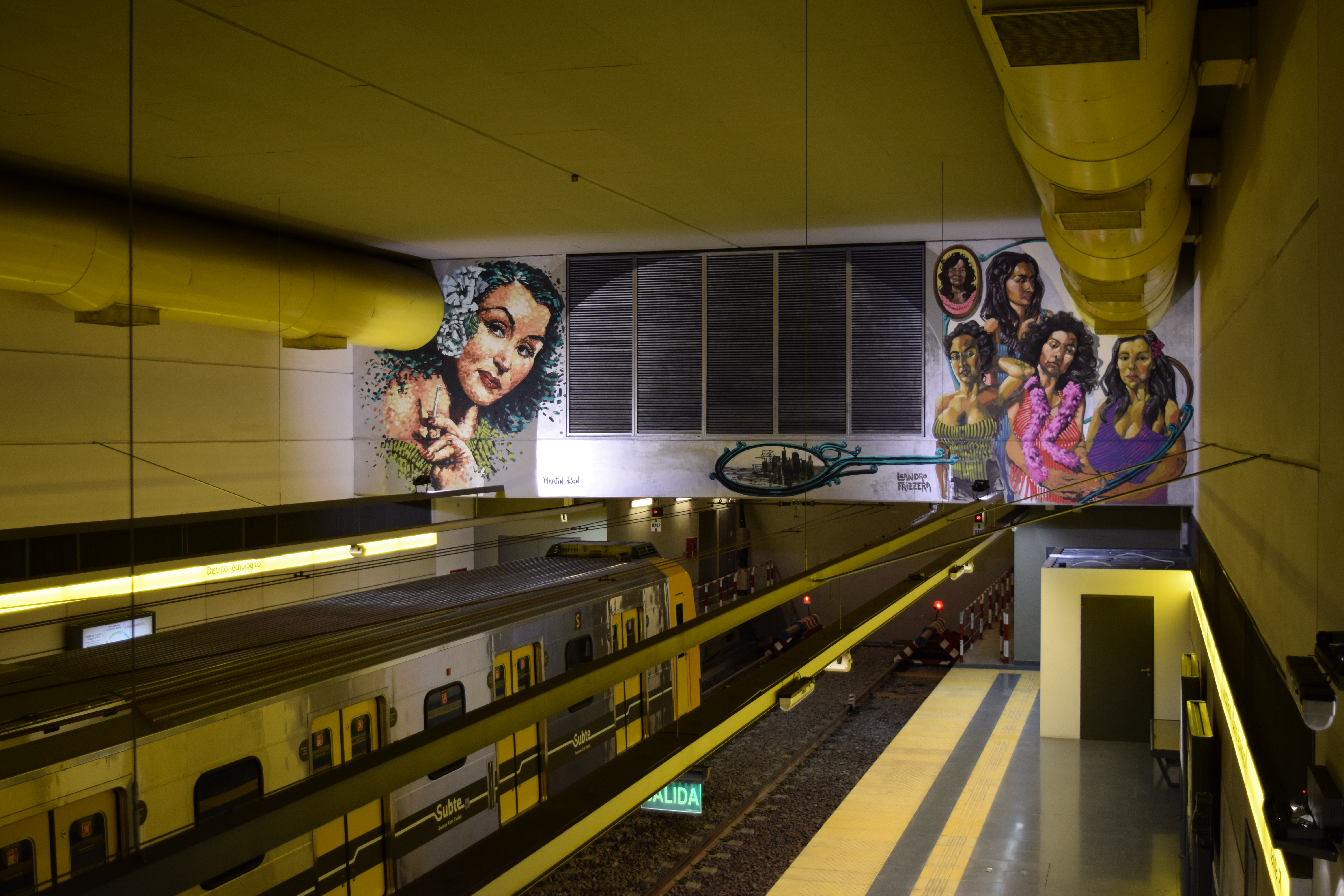
Mural de Tita Merello